# Giuseppe Margarita
Giuseppe Margarita (Michalovce, 3 aprile 1921 – ...) è stato un calciatore italiano, di ruolo attaccante.

## Caratteristiche tecniche
Giocava come ala. Sul finire di carriera arretra il proprio raggio d'azione a centrocampo.

## Carriera
Dopo aver militato nelle serie minori con i bolognesi del Savena, nella stagione 1941-1942 fa parte della rosa del Cesena, squadra neopromossa in Serie C. Nella stagione successiva esordisce nel campionato di terza serie, nel quale gioca 2 partite senza mai segnare.
Dopo la fine della Seconda guerra mondiale riprende a giocare nel Cesena: nella stagione 1945-1946 è infatti titolare con i bianconeri nel campionato di Serie B-C Alta Italia, nel quale gioca 14 delle 22 partite in programma e segna 4 reti. Nella stagione 1946-1947 mette invece a segno 4 reti in 31 presenze nel campionato di Serie B, che i romagnoli concludono retrocedendo in Serie C. Margarita è titolare del Cesena anche nella stagione 1947-1948, nella quale realizza 12 reti in 28 presenze nel campionato di Serie C chiuso al secondo posto in classifica nel proprio girone. Nella stagione 1948-1949 realizza invece 6 reti in 32 partite di campionato.
Nell'estate del 1949 lascia il Cesena e va a giocare nei Minatori Perticara, formazione romagnola militante nel campionato di Promozione. Milita in questa categoria per tre stagioni consecutive (1949-1950, 1950-1951 e 1951-1952), fino a quando, nel 1952, la neonata IV Serie sostituisce la Promozione come massimo campionato dilettantistico: nella stagione 1952-1953 gioca infatti in questa categoria, totalizzando 27 presenze in campionato. Nella stagione 1953-1954 termina invece il campionato con un bilancio di 20 presenze e 6 reti.
Nell'estate del 1954 fa ritorno al Cesena, nel frattempo retrocesso in Promozione: nella stagione 1954-1955 con i bianconeri mette a segno 6 gol in 22 presenze in questa categoria. Arriva così ad un bilancio complessivo di 139 presenze e 32 reti con la maglia del Cesena, di cui è il settimo miglior marcatore di sempre.